# فلورستال
فلورستال (به پرتغالی: Florestal) یک شهرداری در برزیل است که در میناز ژرایس واقع شده‌است. فلورستال ۱۹۴٫۳۵۶ کیلومتر مربع مساحت و ۷٬۵۳۳ نفر جمعیت دارد.